# Aleksandr Korkin
Aleksandr Nikolaievitx Korkin (rus: Александр Николаевич Коркин 1837-1914) va ser un matemàtic rus.

## Vida i Obra
Korkin va néixer en una família de camperols. Va preparar-se pels estudis secundaris amb el matrimoni Ivanitskii, ell havia estat alumne de Buniakovski i ella li va ensenyar francès i alemany. El 1847 va entrar al insitut de Vólogda on es va graduar amb setze anys, edat que no li permetia entrar a la universitat, així que va estar un any lliure. El 1854 va entrar a la facultat de física i matemàtiques de la universitat de Sant Petersburg, on va tenir com professors Txebixov, Buniakovski, Somitx i Savitx. El 1858 es va graduar i va passar a ser professor del Primer Cos de Cadets.

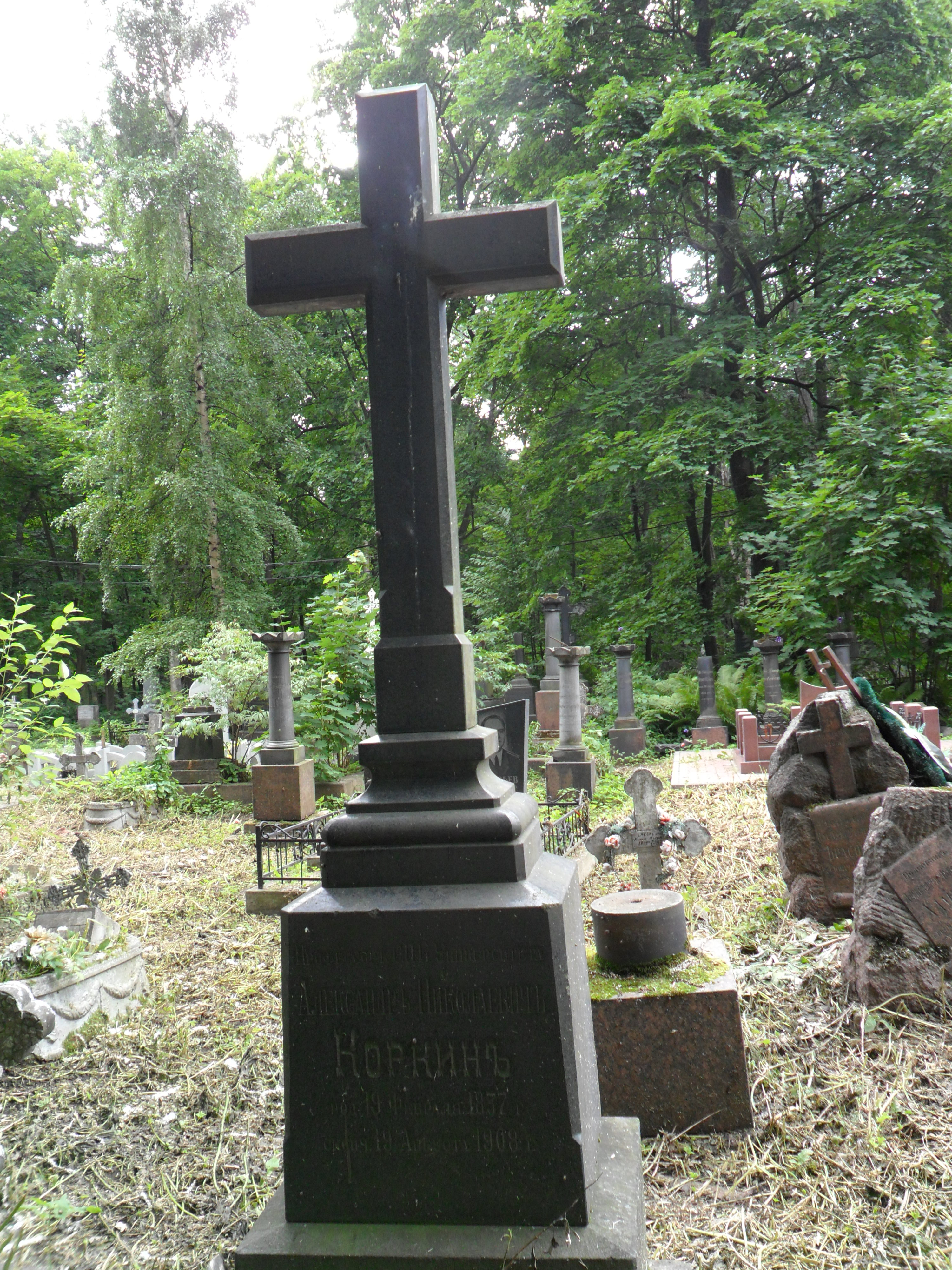
Tomba de Korkin al cementiri ortodox de Smolensk a Sant Petersburg

El 1860 va obtenir el doctorat i va guanyar l'oposició per la plaça docent que havia quedat vacant per la jubilació de Buniakovski. El 1862, en tancar-se la universitat pels disturbis estudiantils, va prendre dos anys sabàtics per anar a estudiar a París i Berlín, on va rebre la influència d'Ernst Kummer. Korkin va fer classes a la universitat fins a la seva mort el 1908, gairebé cinquanta anys. Durant aquest temps va dinar classes de gairebé tots els temes de les matemàtiques. També va ser professor de càlcul diferencial a l'Escola Naval Nikolaievskaia de 1870 a 1900.
Korkin va escriure la majoria dels seus treballs de recerca en francès, idioma que coneixia molt bé, com l'alemany i el llatí.
Els seus treballs més influents van ser tres articles publicats entre 1872 i 1877 conjuntament amb Iégor Zolotarev sobre la teoria de les formes quadràtiques positives. Aquests treballs, que ja van interessar Charles Hermite en aquell temps, continuarien presents en les obres d'Adolf Hurwitz i Henri Poincaré.